# Biblioteca Lucília Minssen
A Biblioteca Lucília Minssen (BLM) é uma biblioteca pública localizada na cidade brasileira de Porto Alegre, capital do estado do Rio Grande do Sul.
É mantida pela Secretaria de Cultura do referido estado, funcionando no quinto andar, Ala Leste, da Casa de Cultura Mário Quintana, no Centro Histórico de Porto Alegre.

## História
A Biblioteca foi criada no ano 1954, com o nome de Biblioteca Pública Infantil Central, com a finalidade de oferecer um acervo exclusivo de literatura infanto-juvenil e de promover atividades para esse tipo de público.
Porém, a inauguração da instituição só ocorreu em 12 de outubro de 1956, em homenagem ao Dia da Criança. A biblioteca foi inicialmente instalada na Praça Dom Feliciano, onde permaneceu até 1959, quando foi transferida para o porão da Biblioteca Pública do Estado, ocupando duas salas apenas.
Em 1971, foi renomeada como forma de homenagear sua grande idealizadora, Lucília Minssen. Em 1973, ela foi novamente transferida, desta vez para a sobreloja do Edifício Cândido Godoy, também no Centro Histórico. Em 25 de setembro de 1990, mudou-se para seu endereço atual, nas dependências da Casa de Cultura Mário Quintana, o antigo Hotel Majestic.

## Acervo e atividades
O acervo da biblioteca Lucília Minssen é variado e composto por cerca de 17 mil volumes, dentre livros, folhetos, periódicos, jogos e discos, o que permite a instituição desenvolver também atividades lúdicas como hora do conto, teatro, oficinas e jogos. Também promove encontros culturais, palestras, saraus, seminários, cursos e oficinas.